# 2018 VM35
2018 VM35 es un objeto transneptuniano extremo de la región más alejada del sistema solar, de aproximadamente 130 km de diámetro. Con una distancia de perihelio mayor a 40 UA, es considerado como un objeto separado. A la fecha de su descubrimiento, es el décimo objeto conocido con un perihelio de más de 45 UA, y un semieje mayor de 150 UA. Actualmente se localiza a 55 UA (8.2-109 km) del Sol, y por tanto se mueve lentamente por el cielo. Con un corto arco de observación de 8 días, sus elementos orbitales están pobremente definidos.

## Órbita y clasificación
2018 VM35 orbita al Sol a una distancia promedio aproximada a 266 UA una vez cada 4,347 años. Su órbita tiene una excentricidad alta de 0.83 y una inclinación 8.48° con respecto a la eclíptica. Como con cualquier otro objeto de movimiento lento más allá de la órbita de Neptuno, se requiere un arco de observación de varios años para definir los parámetros orbitales.
Se pronostica que alcanzará el perihelio (aproximación más cercana al Sol) alrededor de 2058, llegando oposición en febrero del 2058, mientras que solo alcanzará una magnitud de 24.3.

## Características físicas
Basado en una conversión genérica magnitud a diámetro, 2018 VM35 mide aproximadamente 130 km para una magnitud absoluta de 7.6 y un supuesto albedo de 0.09.